# Должин, Александр Прокопьевич
Александр Прокопьевич Должин (1926, Калачики, Крутинский район — 1978, Крутинский район, Омская область) — советский передовик производства, звеньевой колхоза имени И. В. Сталина Омской области. Герой Социалистического Труда (1948).

## Биография
Родился в 1926 году в деревне Калачики Крутинского района Омской области в крестьянской семье.
До 1943 года начал свою трудовую деятельность в местном колхозе. С 1943 года призван в ряды Красной армии, участник Великой Отечественной войны в составе 374-го стрелкового полка 128-й стрелковой дивизии — ефрейтор, командовал отделением стрелкового взвода. Воевал на 3-м Прибалтийском фронте, в 1944 году в бою получил тяжёлое ранение и после излечения в военных госпиталях был признан не годным к военной службе и был демобилизован из рядов Советской армии как инвалид войны III группы. 6 ноября 1947 года за участие в войне был награждён Орденом Славы 3-й степени.
С 1944 года после демобилизации из Красной Армии начал работать рядовым колхозником в колхозе имени И. В. Сталина Крутинского района Омской области, с 1947 года был назначен руководителем звена по выращиванию зерновых культур в этом колхозе. В 1947 году звено под его руководством получило урожай пшеницы 33,8 центнера с гектара на площади 8,1 гектаров.
8 марта 1948 года Указом Президиума Верховного Совета СССР «за получение высоких урожаев пшеницы при выполнении колхозом обязательных поставок и натуроплаты за работу МТС в 1947 году и обеспеченности семенами зерновых культур для весеннего сева 1948 года» Александр Прокопьевич Должин был удостоен звания Героя Социалистического Труда с вручением Ордена Ленина и золотой медали «Серп и Молот».
В последующем А. П. Должин возглавлял тракторно-полеводческую бригаду колхоза Крутинского района, был управляющим Калачинской фермой совхоза «Крутинский», ферма под его руководством отличалась лидерством в социалистическом соревновании, высокой культурой урожайности полей и земледелия. 11 января 1957 года Указом Президиума Верховного Совета СССР «за трудовые отличия» Александр Прокопьевич Должин был награждён Орденом Знак Почёта.
Жил в Крутинском районе Омской области.
Скончался в 1978 году.

## Награды
- Медаль «Серп и Молот» (08.03.1948)
- Орден Ленина (08.03.1948)
- Орден Знак Почёта (11.01.1957)
- Орден Славы III степени (06.11.1947[2])